# Mysia pellucida
Mysia pellucida is een tweekleppigensoort uit de familie van de Veneridae. De wetenschappelijke naam van de soort werd voor het eerst geldig gepubliceerd in 1891 door Ralph Tate.